# Белопојасни дујкер
Белопојасни дујкер (лат. Cephalophus leucogaster) је врста дујкера. 

## Угроженост
Ова врста је наведена као последња брига, јер има широко распрострањење и честа је врста.

## Распрострањење
Ареал белопојасног дујкера покрива средњи број држава. Врста има станиште у Камеруну, ДР Конгу, Републици Конго, Анголи, Централноафричкој Републици, Екваторијалној Гвинеји, Габону, Гвинеји и Уганди.

## Станиште
Станишта белопојасног дујкера су шуме, мочварна подручја и саване. 